# 戈尔基农村居民点 (别尔哥罗德州)
戈尔基农村居民点（俄语：Горкинское сельское поселение）是俄罗斯联邦别尔哥罗德州克拉斯诺耶区所属的一个农村居民点。其下辖有4个居民点，行政中心为戈尔基。据2016年统计，该农村居民点的人口为1025人。